# Пурнабхаба
Пурнабхаба (Пунарбхаба; бенг. পুনরভব নদী) — река в Бангладеш и Индии, штат Западная Бенгалия, длиной около 160 км, шириной от 3 до 8 км. Средняя глубина составляет 1,96 м.
Берёт начало в округе Тхакургаон в Бангладеш. В верховьях течёт в нескольких километрах от реки Атрай. На восточном берегу реки расположен город Динаджпур.
Река протекает через Тапан и Гангарампур округа Южный Динаджпур. Далее течёт на юг и впадает в реку Махананда.